# Eutichurus brescoviti
Eutichurus brescoviti är en spindelart som beskrevs av Alexandre B. Bonaldo 1994. Eutichurus brescoviti ingår i släktet Eutichurus och familjen sporrspindlar.
Artens utbredningsområde är Colombia. Inga underarter finns listade i Catalogue of Life.